# Ridö skeppsgård
Ridö skeppsgård var en skeppsgård som Kronan drev på 1600-talet på Ridön i Mälaren.
Marken på Ridön övertogs av staten från kyrkan vid reformationen. Där anlade Kronan ett skeppsvarv i början av 1600-talet, vilket tros ha legat vid Lybecks sten på öns södra sida.
Skrovet till regalskeppet Nyckeln, också kallat Riksnyckeln eller Stornyckeln, byggdes på Ridön. Riksnyckeln är ett av de fyra skepp som byggdes på 1610-talet. De andra tre var Jupiter (byggt 1614), Harbo Lejonet (byggt 1616) på Harboviks skeppsgård och Scepter (byggt 1617) på Biskops-Arnö och Harboviks skeppsgård. Bygget av Riksnyckeln leddes enligt vissa källor av engelsmannen Thomas Walther (också benämnd Tomas Wollter), och av andra källor av den skotske skeppsbyggaren och amiralen William Ruthven (död troligen 1614). I städerna i Västmanland skrevs för ändamålet ut tjugo timmermän.
Ridö skeppsgård påbörjade arbetet med regalskeppet 1613 och verkar ha avslutat sin del av skeppsbygget våren 1615, varefter det slutfördes på Västerviks skeppsgård 1617. Nyckeln användes bland annat vid en blockad mot Danzig 1627, och förliste 1628 på hemväg till Stockholm vid de två öarna Viksten i Stockholms södra skärgård.
Under årens lopp tror man att ungefär åttahundra båtar har byggts på Ridön.